# Lago Kawaguchi
O lago Kawaguchi (em japonês 河口湖, Kawaguchi-ko) é um lago situado nas imediações do monte Fuji em Fujikawaguchiko na província de Yamanashi no Japão.
Este lago é o mais popular dos Cinco lagos de Fuji, em termos de visitas dos turistas (ultrapassou o vizinho lago Yamanaka), e faz parte do Parque nacional Fuji-Hakone-Izu. O Kawaguchiko é um dos pontos de partida mais utilizados para a escalada ao monte Fuji, durante a época de escalada (julho e agosto).
O lago Kawaguchi situa-se a uma altitude de aproximadamente 800 metros, o que contribui para que tenha verões frescos e invernos gelados.